# Oxapampa (distrito)
Oxapampa é um distrito do Peru, departamento de Pasco, localizada na província de Oxapampa.

## Transporte
O distrito de Oxapampa é servido pela seguinte rodovia:
- PE-5NA, que liga a cidade de Yuyapichis (Região de Huánuco) ao distrito de San Luis de Shuaro (Região de Junín)
- PA-108, que liga o distrito à cidade de Villa Rica
- PA-106, que liga o distrito à cidade de Ninacaca[2][3][4]